# 伊恩·威尔穆特
伊恩·威尔穆特OBE FRS FRSE FMedSci（1944年7月7日—2023年9月10日），英国胚胎学家、爱丁堡大学苏格兰再生医学中心主席，曾任教爱丁堡大学罗斯林研究所。他是1996年从成年体细胞克隆第一只哺乳动物多莉的研究小组的领导者。1999年，他因胚胎发育方面的贡献被授予了大英帝国勋章。2008年与基思·坎贝尔获邵逸夫生命科学与医学奖。